# Chiptrimning
Chiptrimning innebär att man modifierar programvaran i styrdatorn i en modern förbränningsmotor för att erhålla förändrade motorkaraktäristika, typiskt högre effektuttag eller bättre bränsleekonomi. Detta görs bland annat av företag i Sverige, oftast ihop med byte av luftfilter och avgassystem. Ibland använder man sig av en "rullande landsväg" och provar ut fordonet individuellt om det är modifierat med unik hårdvara. Det finns även chiptrimning där man kan växla emellan original och uppgraderad version.
Det är vanligt att mjukvaror som används vid chiptrim är framtagna helt utan eller med bristfälliga motorprov. Då fordonstillverkaren kalibrerar sitt styrsystem tillbringas åtskilliga timmar i motorlaboratorium för att utveckla den mest gynnsamma kombinationen av möjliga styrparametrar för bästa resultat med avseende på emissioner, bränsleförbrukning, körbarhet med mera. Även vid chiptrim bör grundmjukvaran utvecklas i motorprovcell där erforderlig mätutrustning finns tillgänglig.
Vid chiptrimning av ottomotor utan överladdning kan en liten effekthöjning skapas genom höjning av motorns verkningsgrad, främst genom tidigare tändinställning men också genom förändrad bränsleblandning. Ottomotorns maximala effekt styrs huvudsakligen av maximalt luftflöde vilket inte kan påverkas av styrsystemet om överladdningssystem saknas.
Hos ottomotor med turbo kan ofta toppeffekten höjas markant genom chiptrimning genom att laddningstrycket ökas och därav maximalt luftflöde.
Dieselmotorn arbetar med luftöverskott varpå dess toppeffekt inte påverkas av luftflödet i samma utsträckning som ottomotorn. Chiptrimning av dieselmotorn baseras huvudsakligen på ökat bränsleflöde.

## Bakgrund
I dagens förbränningsmotorer styrs motorparametrarna (främst bränsleinsprutning och tändningsinställning) av små styrdatorer, som i realtid anpassar motorparametrarna efter de driftsförhållanden som råder - luftfuktighet, lufttemperatur, motortemperatur, knackningsbenägenhet och belastning. 
Motortillverkaren lägger ner ett stort arbete på att bestämma exakt vilka egenskaper en motor ska ha genom att finjustera denna programvara. En och samma motor kan finnas i flera olika bilmodeller med helt olika karaktäristika, och den enda skillnaden mellan motorerna är deras styrprogramvara.